# Dólar da República do Texas
O Dólar do Texas, informalmente chamado de "Texas redback", foi o papel-moeda da República do Texas. O dólar do Texas foi emitido entre janeiro de 1839 e setembro de 1840 por Mirabeau B. Lamar para minimizar a dívida nacional durante a sua Presidência da República do Texas. O nome "redback" vem da cor avermelhada da parte de trás das notas. A inflação, devido principalmente à impressão sobreposta, desvalorizou as notas substancialmente, fazendo 15 redbacks iguais a um dólar dos Estados Unidos. Esta dívida de US$ 10 milhões foi um fator importante para a anexação aos Estados Unidos.

## História

### Fim da Circulação
Os redbacks foram emitidas nas denominações de notas $5, $10, $20, $50, $100, e $500. Havia também, "alteração de notas" emitidos na época a $1, $2, e $3 notas que tinham a parte traseira da placa. Todas estas notas foram emitidas a partir de Austin, Texas. Muitas das notas aparecem como cor de laranja, devido à qualidade da tinta. Várias pessoas sugeriram que o "laranja queimado" cor da Universidade do Texas, vieram a partir deste corante, mas não pode ser comprovada.
Em 1842, o governo da República do Texas não aceitaria as notas para pagamento de impostos. A moeda recuperou algum valor antes do Texas ser anexado pelos Estados Unidos. No entanto, os texianos usavam notas de outros estados e shinplasters em vez do dinheiro do Texas.
Sob o acordo de 1850, Texas recebeu $10 milhões para toda a terra que tinha reivindicado fora da sua atual fronteira do estado. Com esse dinheiro, Texas pagou todas as suas dívidas, incluindo o resgate de todos os redbacks.
Os redbacks foram alteradas e as notas foram resgatadas e a cortadas-canceladas. As notas de cortadas-canceladas para impedi-los de sair pela porta de trás e voltar pela porta da frente para serem resgatadas novamente. Estas notas são muito procurados por colecionadores. Algumas notas nunca foram resgatadas ou cortadas-canceladas; essas notas são mais valorizadas.
Dois heróis da República do Texas são encontrados em redbacks. Ambos morreram antes da emissão das notas. Deaf Smith é encontrado na redback de $5, enquanto o "Pai do Texas", Stephen F. Austin é encontrado na nota de $50.
Note-se, nem todas as redbacks são autênticas. As notas originais foram entregues-assinadas em tinta marrom, enquanto as reproduções estão todos em tinta preta.